# Dmitri Rebrov
Dmitri Pavlovich Rebrov (tiếng Nga: Дмитрий Павлович Ребров; sinh ngày 2 tháng 10 năm 1997) là một cầu thủ bóng đá người Nga thi đấu cho FSK Dolgoprudny.

## Sự nghiệp câu lạc bộ
Anh có màn ra mắt tại Giải bóng đá chuyên nghiệp quốc gia Nga cho FSK Dolgoprudny vào ngày 30 tháng 4 năm 2017 trong trận đấu với F.K. Volga Tver.